# Juiz-chefe dos Estados Unidos
O juiz-chefe ou chefe-de-justiça dos Estados Unidos é o principal juiz da Suprema Corte dos Estados Unidos e o mais alto oficial do judiciário federal dos EUA. O artigo II, seção 2, cláusula 2 da Constituição dos EUA concede poder plenário ao presidente dos Estados Unidos para nomear, e com o conselho e consentimento do Senado dos Estados Unidos, nomear "Juízes do Supremo Tribunal", que servem até que renunciem, se retirem, sejam cassados e condenados ou morram. A existência de um chefe de justiça está explícita no artigo 1º, Seção 3, Cláusula 6 que afirma que o chefe de justiça presidirá ao julgamento de impugnação do presidente.
O juiz-chefe tem influência significativa na seleção de casos para revisão, preside quando são realizadas sustentações orais e lidera a discussão de casos entre os juízes. Além disso, quando o tribunal se pronunciar, o chefe de justiça, se na maioria, escolhe quem escreve o parecer do tribunal. Ao decidir um caso, no entanto, o voto do chefe de justiça não conta mais do que qualquer outro juiz.
O artigo I, Seção 3, Cláusula 6 designa o chefe de justiça para presidir durante os julgamentos de destituição presidencial no Senado; isso ocorreu três vezes. Embora em nenhum lugar seja exigido, o juramento presidencial de posse é por tradição tipicamente administrada pelo chefe de justiça. O chefe de justiça atua como porta-voz do poder judiciário do governo federal e atua como diretor administrativo dos tribunais federais. O chefe de justiça preside a Conferência Judiciária e, nessa função, nomeia o diretor e vice-diretor do Gabinete Administrativo. O chefe de justiça é um ex-membro officio do Conselho de Regentes da Instituição Smithsonian e, por costume, é eleito chanceler do conselho.
Desde que o Supremo Tribunal foi criado em 1789, 17 pessoas serviram como juízes-chefe, começando por John Jay (1789-1795). O atual chefe de justiça é John Roberts (desde 2005). Cinco dos 17 juízes-chefes, John Rutledge, Edward Douglass White, Charles Evans Hughes, Harlan Fiske Ston e William Rehnquist, serviram como juiz associado antes de se tornarem juízes-chefe.